# Вивальди, Джироламо
Джиро́ламо Вива́льди (итал. Girolamo Vivaldi; ок. 1495, Генуя — 1577, Генуя) — дож Генуэзской республики.

## Биография
О биографии Вивальди сохранилось очень мало сведений. Возможно, он родился в Генуе около 1495 года и происходил из благородного семейства Вивальди. Занимал различные должности в генуэзском государстве, включая должности прокурора, члена совета управляющих, мэра города Сестри-Леванте и верховного прокурора.
Вивальди был избран дожем 4 января 1559 года. В период пребывания в должности он разработал ряд мер по урегулированию общественного порядка, помиловал некоторых французских заключенных, арестованных в порту Кастильоне-делла-Пескайя, а также приветствовал мир, заключенный между королём Испании Филиппом II и королём Франции Генрихом II.
Его мандат истек 4 января 1561 года, после чего Вивальди неожиданно решил удалиться от общественной жизни из-за очевидных проблем со здоровьем. Он умер в Генуе в 1577 году и был похоронен в монастыре Мадонна-дель-Монте.